# Stanislaw Aniolkowski
Stanislaw Aniolkowski (Varsovia, 20 de janeiro de 1997) é um ciclista polaco membro da equipa Bingoal Pauwels Sauces WB.

## Palmarés
- 2019
  - 2 etapas da Carpathian Couriers Race
  - 1 etapa da Corrida da Solidariedade e dos Campeões Olímpicos
- Dookoła Mazowsza, mais 1 etapa
  - 2 etapas do Tour da Romênia

- 2020
- Campeonato da Polónia em Estrada[1]
- Bałtyk-Karkonosze Tour, mais 1 etapa
- Carreira da Solidariedade e dos Campeões Olímpicos, mais 1 etapa
  - 1 etapa do Tour de Malopolska
- Visegrad 4 Bicycle Race-GP Slovakia

## Equipas
- Verva ActiveJet Pro Cycling Team (2016)
- Hurom (2017-2018)
- CCC Development Team (2019-2020)
- Bingoal-WB (2021-)
  - Bingoal-WB (01.2021-03.2021)
  - Bingoal Pauwels Sauces WB (03.2021-)